# Hội An
Hội An (vijetnamski: 粵語; francuski i španjolski: Faifo, što je transliteracija vijetnamskog Hội fố (海浦) što znači "obalni grad") je grad na obali Južnog kineskog mora u vijetnamskoj pokrajini Kuangnamu. 
Grad na estuariju rijeke Thu Bồn je u 1. stoljeću bio poznat kao grad Čampa kraljevstva, Lâm Ấp Fố, i tada je bio najveća luka jugoistočne Azije. Od 7. do 10. stoljeća iz njega su Čampe kontrolirale strateški put začina, što je dovelo do njegova velikog blagostanja. U 15. i 16. stoljeću je postao važnim vijetnamskim trgovačkim središtem i u njemu su Kinezi, Japanci, Indijci i Nizozemci izgradili svoje četvrti. Stoga je stari grad Hoi Ana upisan na na UNESCO-ov popis mjesta svjetske baštine u Aziji i Oceaniji 1999. godine kao izvanredno dobro sačuvan grad izgrađen od 15. do 19. stoljeća u kojemu građevine i plan ulica odražavaju izvorne i strane utjecaje koji su se spojili u jeidnstvenu svjetsku baštinu.

## Povijest
Arheološki nalazi i iskopine su pokazali da je već u 2. stoljeću pr. Kr. postojala luka i trgovačko središte lokalnog naroda S Hujnh uz rijeku Thu Bon. Ono se nastavila širiti, i u 15. stoljeću nastao je grad Hoi An (poznata u inozemstvu kao Haifo, Kaifo, Faifoo ili Faikfo) koji je bio najvažnija luka nakon što je Vijetnam apsorbirao Čampa Kraljevstvo. On postaje jedan od najvažnijih središta merkantilne, a time i kulturne razmjene u jugoistočnoj Aziji, privlačeći brodove i trgovace iz drugih dijelova Azije i iz Europe, koji doživljava procvat u razdoblju od kraja 16. do početka 18. stoljeća. Kroz Hoi An je kršćanstvo prodrlo Vijetnam u 17. stoljeću.
Hoi An je zadržao svoju ulogu kao glavna luka u središnjem području Vijetnama tijekom 19. stoljeća, kada je kraljevska dinastija Ngujen upravljala "zatvorenom trgovinskom politikom". Do kraja stoljeća, zbog porasta ostalih luka na obali Vijetnama, a posebno Da Nanga i nasipavanja luke Hoi Ana, došlo je do konačnog propadanja Hoi Ana. No, zbog ove gospodarske stagnacije, Hoi An je sačuvao svoj stari izgled u iznimno netaknutom stanju.

## Znamenitosti
Većina zgrada je izgrađeno u tradicionalnom arhitektonskom stilu iz 19. i 20. stoljeća i nanizane su u uskim uličicama tradicionalnog tipa na sjevernoj obali rijeke Thu Bon. Ulice koje su paralelne uz rijeku, u smjeru istok-zapad, su presječene pod pravim kutom manjim ulicama i alejama. Unutar ovog područja nalaze se kuće (često u kombinaciji s trgovinama), komunalne kuće (za štovanje mudraca, osnivača naselja ili zanata) i obiteljske kultne kuće (za štovanje predaka), trajektna riva i otvoreno trgovište. Arhitektura Hoi Ana je gotovo u potpunosti od drva i kombinira tradicionalni vijetnamski dizajn s onima iz drugih zemalja, prije svega Kine i Japana, čiji su se građani doselili i izgradili kuće i trgovine u duhu svojih korijena.
Tu su i mnoge vjerske građevine, kao što su pagode (obično kvadratičnog tlocrta s raskošno ukrašenim krovovima), hramovi, saborne dvorane, itd., koje su nastajale razvojem lučke zajednice. Natkriveni drveni most Chùa cầu je spojen s budističkom pagodom i vodio je do japanske četvrti, te ima odlike japanske umjetnosti.
Tradicionalni način života, religije, običaja i kulinarstva su još uvijek mogu naći u Starom gradu gdje se se svake godine održavaju i mnogi tradicionalni festivali.
- Rijeka Thu Bon u Hoi Anu
- Most-pagoda Chùa Cầu
- Kineski hram Fuok Kien
- Trung Hoa
- Kantonski sabor Kuang Đong

## Vanjske poveznice
- Hoi An - turističke informacije (engl.)
- Povijest Hoi Ana

|  | Zajednički poslužitelj ima još gradiva o temi Hoi An |